# Conxita Salla Pallàs
Concepció «Conxita» Salla Pallàs (Badalona, s. XX) va ser una dissenyadora catalana.
Malgrat no ser coneguda pel gran públic, va ser una notable dissenyadora de barrets i ornaments de cap. Va exercir la seva professió al seu taller i botiga del carrer del Progrés, 23, de Badalona, entre les dècades de 1950 i 1970. Confeccionava les peces a mà, que estaven destinades per a festes i cerimònies especials. Aquestes peces les posava a la venda o les llogava. El 2013 les seves netes van donar una col·lecció de cint vint peces dissenyades per la seva àvia al Museu de Badalona. Prèviament, el 2012, els cinquanta dels seus barrets van ser cedits per a una exposició a la IV Setmana del Barret a Barcelona.
El març de 2023, va ser una de les personalitats homenatjades per l'Ajuntament de Barcelona en la campanya Ciutat de Dones.